# Nikodem (Korakis)
Nikodem, imię świeckie Konstandinos Korakis (ur. 1942 w Sifnos) – grecki duchowny prawosławny, od 2001 metropolita Kasandrei (z siedzibą w Polijiros).

## Życiorys
Święcenia diakonatu przyjął w 1965, a prezbiteratu w 1969. Chirotonię biskupią otrzymał 13 stycznia 2001.
W czerwcu 2016 r. uczestniczył w Soborze Wszechprawosławnym na Krecie.